# 桥西街街道
桥西街街道，是中华人民共和国山西省忻州市忻府区下辖的一个乡镇级行政单位。2021年5月，设立桥西街街道。以秀容街道的怡居苑、试验场2个社区居民委员会和兰村乡的范野、张野、下社、烟村4个村民委员会的行政区域为桥西街街道的行政区域。

## 行政区划
桥西街街道下辖以下地区：
西街社区、东大街社区、古钟社区、小南区社区、南关社区、胜利社区、西街村、南街村、东街村、南关村、东王村、东石村、田村和试验场。